# Enrique II de Rohan
Enrique (II) de Rohan (21 de agosto de 1579 – 13 de abril de 1638), duque de Rohan y príncipe de Léon, fue un militar francés, escritor y líder de los hugonotes.

## Primeros años
Rohan nació en el castillo de Blain, actualmente parte de Blain (Loira Atlántico), en Bretaña. Su padre fue Renato II de Rohan (1550-1586), y jefe de una de las familias más antiguas y distinguidas de Francia, que estaba relacionada con muchas de las casas reinantes de Europa. Fue educado por su madre, Catherine de Parthenay, que era una mujer de excepcional aprendizaje y fuerza de carácter. Enrique era el segundo hijo por nacimiento, pero cuando su hermano mayor René murió joven se convirtió en el heredero del apellido. Apareció en la corte y en el ejército a la edad de dieciséis años, y fue un especial favorito de Enrique IV, después del cual, a falta de los Casa de Condé, podría decirse que era el jefe natural de los protestantes franceses. Habiendo servido hasta la Paz de Vervins, viajó durante un tiempo considerable por Europa, incluyendo Inglaterra y Escocia, en el primero de cuyos países recibió el no único honor de ser llamado por Isabel I su caballero, mientras que en el segundo fue padrino en el bautizo de Carlos I.

## Carrera militar
A su regreso a Francia, Enrique fue nombrado duque y par a la edad de veinticuatro años. A partir de 1593 hubo negociaciones de matrimonio entre él y la princesa sueca Catalina, pero en 1603, sin embargo, se casó con Marguerite de Béthune, la hija de duque de Sully, y trasladó la sede de la familia Rohan desde el castillo de Josselin a Pontivy. Sirvió como alto mando en el célebre asedio de Jülich en 1610, pero poco después cayó en la oposición activa o pasiva al gobierno por las disputas religiosas. Durante un tiempo, sin embargo, se abstuvo de la insurrección real, y se esforzó por mantener los términos con María de Médicis; incluso, a pesar de su aversión a De Luynes, el favorito de Luis XIII, reapareció en el ejército y luchó en Lorena y Piamonte.

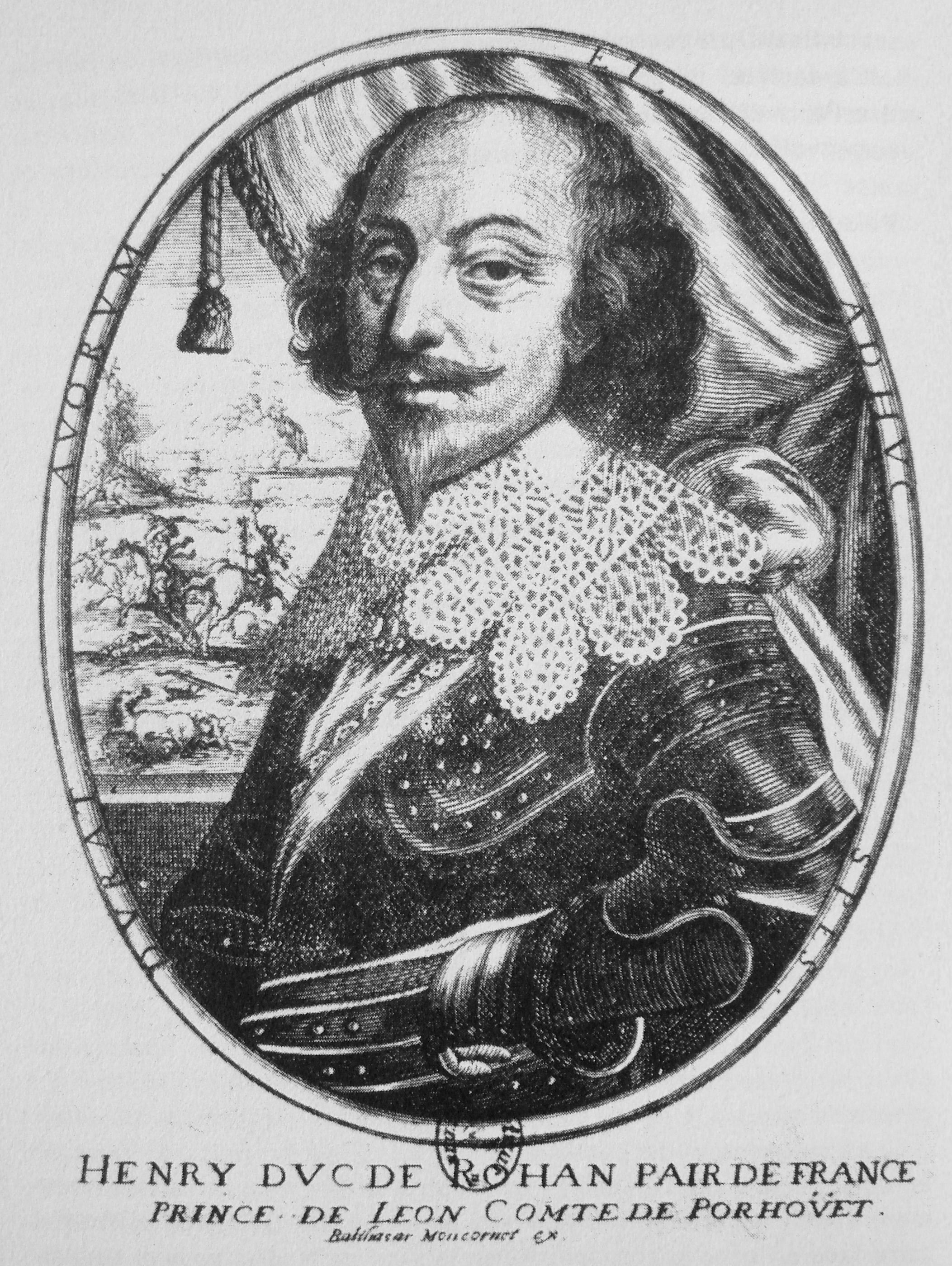
Enrique, duque de Rohan (1579-1638).

No fue hasta que el decreto de restitución de los bienes eclesiásticos en el sur lanzó a los bearneses y gascones a una revuelta abierta, que Enrique apareció como rebelde. Su autoridad y destreza militar fueron muy formidables para los monárquicos; su constancia y firmeza contribuyeron en gran medida al feliz desenlace de la rebelión para los hugonotes, y propiciaron el Tratado de Montpellier. (1622). Pero Enrique no se libró de los resultados de la incurable facticidad que se manifestó con más fuerza quizás entre los hugonotes franceses que entre cualquier otra de las numerosas oposiciones armadas del siglo XVII. Se le acusó de tibieza y traición, aunque no dudó en renovar la guerra cuando se rompió el pacto de Montpellier. También durante esa época, en la década de 1620, Enrique fue responsable de daños considerables en el antiguo puente del acueducto romano Pont du Gard mientras lo utilizaba para transportar a su ejército. Para hacer espacio para su artillería, hizo que un lado de la segunda hilera de arcos de la antigua estructura se recortara a sólo dos tercios de su anchura original, debilitando gravemente el puente acueducto.
Una vez más, se logró una paz vacía, pero duró poco tiempo, y Enrique emprendió una tercera guerra (1627-1629), cuyos primeros acontecimientos se relatan en sus célebres Memorias. Esta última guerra (famosa por la defensa de La Rochelle por parte de Benjamin de Rohan-Soubise, hermano menor de Enrique) fue muy peligrosa para Enrique. A pesar de todos los esfuerzos, al final tuvo que firmar la paz, y después de esto se dirigió rápidamente a la Venecia. Ahí se dice que recibió de la Puerta el ofrecimiento de la soberanía de Chipre. Más cierto es que sus huestes de Venecia deseaban hacerle su general en jefe, designio no ejecutado debido al Tratado de Cherasco (1631).
En Venecia escribió sus Memorias; en Padua, Le Parfait Capitaine. Sin embargo, cuando Francia comenzó a jugar un papel más conspicuo en la Guerra de los Treinta Años, Enrique fue llamado de nuevo a servir a su legítimo soberano, y se le confió la guerra en la Valtelina. La campaña de 1635 tuvo un éxito total, pero Enrique seguía siendo considerado peligroso para Francia, y en 1637 volvió a retirarse. En esa época escribió su Traité du gouvernement des treize cantons.
El desafortunado comandante se retiró a Ginebra y de allí pasó al ejército de Bernhard de Sajonia-Weimar. Fue herido y capturado en la batalla de Rheinfelden el 28 de febrero de 1638. Liberado del cautiverio por el coronel Taupadel, Enrique fue llevado a la abadía de Konigsfeld, en el cantón de Berna. Allí le curaron las heridas y parecía recuperarse, cuando el 13 de abril sufrió una hemorragia cerebral y murió. Su cuerpo fue enterrado en Ginebra, y sus armas fueron entregadas solemnemente al gobierno de la República de Venecia. Con su hija Margarita los honores de la familia de Rohan-Gié pasaron a la casa de Chabot. Su nieta Ana de Rohan-Chabot se casó en la familia Rohan y fue princesa de Soubise por derecho propio.[cita requerida]

## Escritos

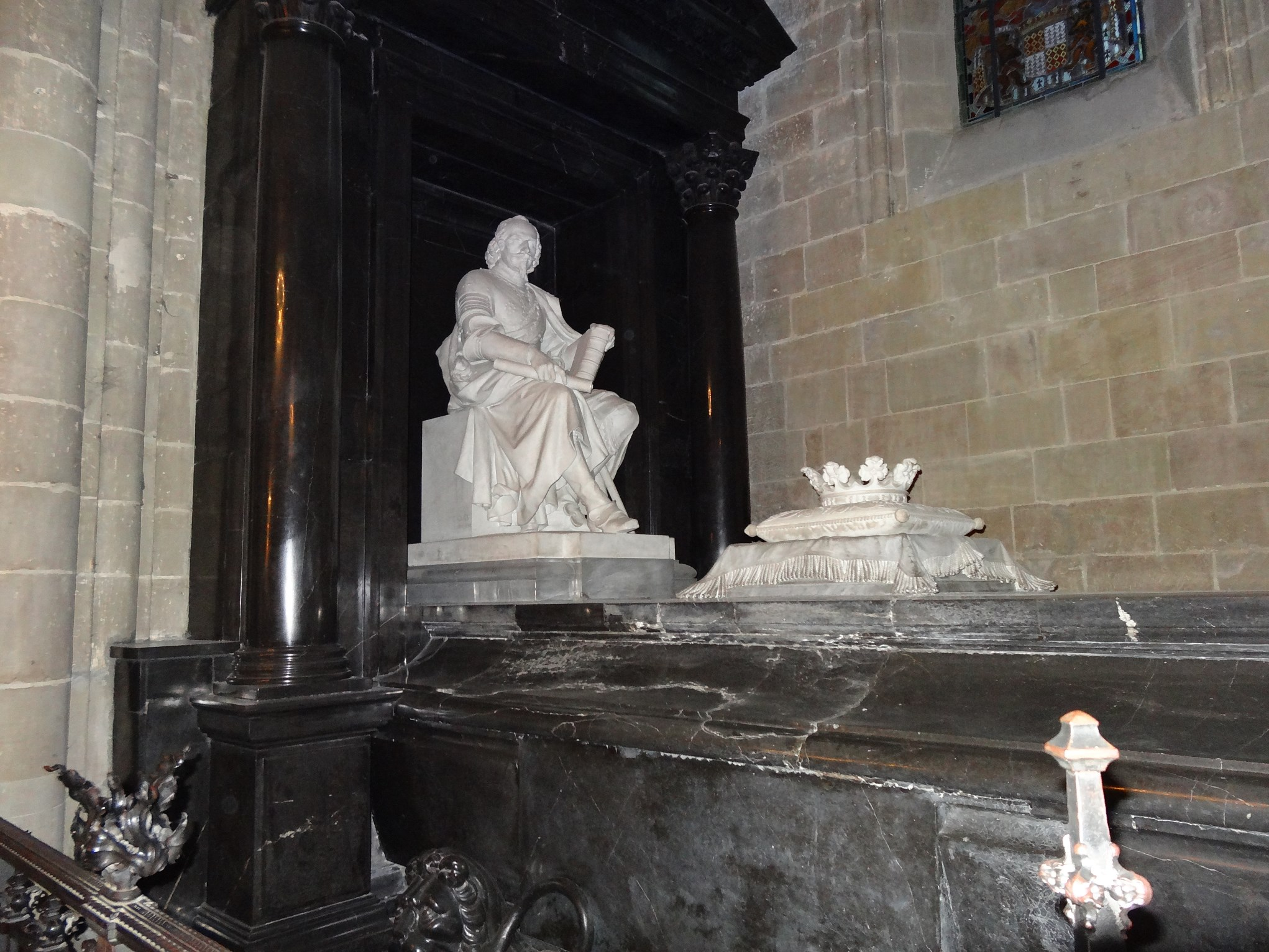
La tumba en la Catedral de san Pedro

Las Mémoires sur les choses qui se sont passées en France de Enrique, etc., figuran entre los mejores productos del singular talento para escribir memorias que poseía la noblesse francesa de los siglos XVI y XVII. Tanto por su estilo como por la claridad de su contenido y su sagacidad, merecen un gran elogio. Los tres primeros libros, que tratan de las guerras civiles, aparecieron en 1644; el cuarto, con la narración de las campañas de Valtellina, no lo hizo hasta 1758. Se han manifestado sospechas sobre la autenticidad de este último, pero, al parecer, sin fundamento. Su famoso libro sobre la historia y el arte de la guerra, Le Parfait Capitaine, apareció en 1631 y posteriormente en 1637 y 1693. (Véase también Quincy, Art de la guerre, París, 1741). Trata de la historia y las lecciones de las campañas de César y su aplicación a la guerra moderna, y contiene apéndices que tratan de los métodos de lucha de los falangitas y los legionarios y del arte de la guerra en general. También escribió un relato de sus viajes, el libro sobre Suiza mencionado anteriormente, De l'intérêt des princes et États de la chrétienté, etc. Las Memorias pueden encontrarse convenientemente en la colección de Michaud y Poujoulat, vol. 19.
Viene referido en las siguientes obras:
- Fauvelet de Foix, Histoire du Duc Henri de Rohan (París, 1667);
- Schybergson, Le Duc de Rohan et la charte du parti protestant en France (París, 1880);
- Buhring, Venedig, Gustaf Adolf, und Rohan (Halle, 1885);
- Laugel, Henri de Rohan, son rôle politique et militaire (París, 1889);
- Veraguth, Herzog Rohan und seine Mission in Graubilnden (Berna, 1894);
- Shadwell, Mountain Warfare[3]